# Rhynchobatus palpebratus
Rhynchobatus palpebratus é uma espécie de peixe da família Rhynchobatidae. A espécie foi proposta em 1999 como "Rhynchobatus sp. nov. A",  sendo descrita formalmente apenas em 2008.
Pode ser encontrada nos seguintes países: Indonésia e Singapura, onde possui uma distribuição fragmentada. Os seus habitats naturais são: mar aberto, mar costeiro, recifes de coral, águas estuarinas e lagoas costeiras de água salgada. Está ameaçada por perda de habitat. 